# すくみず2 〜泳・げ・な・い〜
『すくみず2 〜泳・げ・な・い〜』は、2005年8月26日にCIRCUS FETISHより発売されたアダルトゲームである。

## 概要
前作『すくみず 〜フェチ☆になるもんっ!〜』がスクール水着中心だったのに対して、今回は競泳水着にもこだわった内容となっている。
今回「フェチ語辞典」と呼ばれるスクール水着関係の用語解説辞典が搭載されているが、この機能は基本的にサウンドノベル『街』（チュンソフト）に搭載されているTIPS機能とほぼ同等のもの。同系列のゲームとしては、2003年5月30日にWaffleから発売された同じスクール水着を扱ったアダルトゲーム『優遇接待』が既に辞典機能を備えている。
『すくみず2』単独でのファンディスクは存在しないが、サーカス作品のコンピレーションファンディスク『C.D.Christmas Days 〜サーカスディスク クリスマスデイズ〜』にて、ヒロインの一人である世那ルートのアフターストーリーが語られている。

## あらすじ
その夏、安曇元基は故郷である西垣島を沖に臨む江原市に帰って来た。数年務めた会社を退職し、千川学園の国語教師となるために。
元基は実は5年前の大学時代にも一度、休学して故郷である江原市に帰ってきている。競泳の大会で失格となり、その失意を癒す為に一時的に移り住んでいたのだ。その際、少女たちの私設水泳チーム「バタアシ倶楽部」に水泳のコーチングをしてあげて、大会に出場したことが彼にとっては輝かしい思い出だった。
千川学園に赴任して、バタアシ倶楽部のメンバーだった少女たちと再会する元基。先輩の強引さもあって水泳部のコーチにされてしまったりと隠れスク水フェチである元基にとって嬉しい状況に。
折りしも「水博」こと水泳博覧会や「エバスイ」こと江原水泳競技会が迫ったこの夏。元基の中で何かが変わろうとしていた。

## 登場キャラクター

### メインキャラクター
安曇元基（あずみ げんき）
主人公。元競泳選手だが、選手の道を断念し就職。その後、大学時代の先輩である景子のススメで故郷の学校に国語教師として再就職した。少しだけ水を操る不思議な能力を持つ。
人見世弥（ひとみ よみ）
声 - まきいづみ
千川学園3年。真面目でクールなお姉さん。世界的に有名な水泳選手だが、故障から復帰して以降、タイムに伸び悩んでいる。
人見世那（ひとみ せな）
声 - 安玖深音
千川学園1年。世弥の妹。明るく元気なお姉ちゃんっ子。背が高く胸もある。世弥より才能があるのだが、甘えた性格のためか、まだ公式大会では良い成績を残せないでいる。
安河内香恵（やすこうち かえ）
声 - 金田まひる
千川学園2年。元基の住むアパートの大家さんの娘にして千川学園水泳部のマネージャー。 元基を兄と慕う。生まれつき身体が弱く、運動を禁じられている。オタク的知識はすごい。
ミカ・ブルメイア・ボリッシュ
声 - 北都南
千川学園2年、ブルメイ国の第二皇女。千川学園に留学してきた。子供時代に元基や世弥たちとともに過ごした。スク水を祖国に広めようとしている。
渥海ヒナ（あつみ ひな）
声 - 木村アイコ
千川学園2年、元基の従妹。この地方に伝わる伝統的な刺青をほどこしているが、他の地方に転校した際にいじめられ、人とつきあわなくなった。白い水着が似合う褐色の肌。
PIKO（ピコ）
声 - 佐々留美子
千川学園2年、カナヅチ幽霊部員。本名は古河真季子（ふるかわまきこ）というらしい。元基の幼なじみと同姓同名である。

### サブキャラクター
角田景子（つのだ けいこ）
千川学園の体育教師にして、元基の大学時代の先輩にあたる。前作に登場する宮田葉奈とは同期で、二人して後輩の元基をいじめていたらしい。強引な人である。
荒川志郎（あらかわ しろう）
元基の進学校時代の後輩で、現在は千川学園の数学教師。へらへらしている。たびたび登場するが立ちキャラは表示されない。
甲田朱美（こうだ あけみ）
千川学園2年。元基のクラスに在籍する女生徒。大雑把な性格でいちいち香恵にちょっかいを出す。
堀川すなお（ほりかわ すなお）
千川学園2年。元基のクラスに在籍する女生徒。朱美と一緒に香恵をからかう。
雅野太郎（がの たろう）
前作にも登場した水着メーカー「S.B.YAMATO」の社員。スキンヘッドのオカマ。
布城永常（ふじょう ながつね）
雅野と同じく「S.B.YAMATO」の社員。マッチョで強面。
安河内静恵（やすこうち しずえ）
香恵の母。元基が住むアパートの大家さんにして、洋食屋「樅」をとりしきる美人。ちなみに「樅」のコックである夫は香司というが、厨房に引っ込んでおり顔を出さない。
月光（げっこう）
元基が「ぴよまる」のハンドルネームでちょくちょくアクセスするスク水フェチサイト「フェチ☆になるもんっ!」の常連で、元基のフェチ仲間。スク水の似合う彼女がおり、その彼女の画像を掲示板にアップする。
アイリス
ミカに付き従うメイド。常にミカを見守っている。
キューイ
「伝説のスク水」を求めてさまよう謎の存在。一見、さえないサラリーマンのような風体。
古河真季子 （ふるかわ まきこ）
元基が子供の頃、短い夏を一緒にすごした、幼なじみの名前。回想に登場する。ある日を境に行方不明となった。PIKOとの関係は不明。
中野店長（なかのてんちょう）
スクミズフェチの魂の故郷 ブルコンTT江原店の店長。「スク水のことでこの世に知らないことはないのだよ」と豪語する。前作に登場する中野店長の実の兄にあたる。
なお、ブルコン店内で流れている「ブルコンワールド（店頭用）」は「Zman」ことmanzoが歌っている。
フェチ香（ふぇちか）
同じくブルコンTTの店員。本名、マドモアゼルツルピタ・三井・デ・ストロバフスキー、略して「フェチ香」。牛柄の帽子にスク水姿で店内を闊歩する異常な女性。前作のブルコン店員である「フェチ子さん」の妹である。
スクミズ侍（すくみずざむらい）
「スク水都市伝説」に登場するスク水を来た女侍。単なる噂だといわれているが、ミカだけはその存在を頑なに信じている。

## スタッフ
- プロデューサー - くま坂らま男
- ディレクター - 大洲五郎
- シナリオ - たけうちこうた・桑原文彦・黒瀧糸由・日富美信吾・佐々宮ちるだ・北野秋彦
- 原画 - ちのちもち・あぼしまこ・未由羽万里・吉野恵子
- 音楽 - 電気（電気式華憐音楽集団）
- ボーカル曲制作 - ランティス

## 主題歌
オープニングテーマ「夏だ! 祭りだ! スク水だ!」
歌・作詞・作曲 - 桃井はるこ / 編曲 - 松本光児
挿入歌
「泳・げ・な・い -Body beat board version-」
作詞 - 桃井はるこ / 作曲 - 小池雅也 / 編曲 - 古池孝浩 / 歌 - 桃井はるこ
「ブルコンワールド（店頭用）」
作詞・作曲・編曲・歌 - Zman

エンディングテーマ「泳・ぎ・た・い」
歌・作詞 - 桃井はるこ / 作曲・編曲 - mobo

## CD
- 『すくみず2〜泳・げ・な・い〜』ボーカルミニアルバム（ランティス）
  - LACA-5428

## 関連書籍
小説
- すくみず2 泳・げ・な・い 世弥・世那編（パラダイム）
  - 原作：サーカス/著:島津出水
  - ISBN 4-89490-784-4
- すくみず2 泳・げ・な・い ミカ・ピコ編（パラダイム）
  - 原作：サーカス/著:島津出水
  - ISBN 4-89490-790-9
- すくみず2 泳・げ・な・い 香恵・ヒナ編（パラダイム）
  - 原作：サーカス/著:島津出水
  - ISBN 4-89490-798-4